# Lautaro Torres
Lautaro Gabriel Torres (Béccar, 28 settembre 1996) è un calciatore argentino, centrocampista del Colegiales.

## Caratteristiche tecniche
È un mediano.

## Carriera
Cresciuto nel settore giovanile del Ferro Carril Oeste, ha esordito in prima squadra il 12 giugno 2016 disputando l'incontro di Primera B Nacional vinto 3-1 contro l'Almagro
Nel gennaio del 2020, dopo aver collezionato 92 presenze e 6 reti nella seconda serie argentina, è stato ceduto in prestito al Patronato.

## Statistiche
Statistiche aggiornate all'8 gennaio 2020.

### Presenze e reti nei club
| Stagione        | Squadra            | Campionato      | Campionato | Campionato | Coppe nazionali | Coppe nazionali | Coppe nazionali | Coppe continentali | Coppe continentali | Coppe continentali | Altre coppe | Altre coppe | Altre coppe | Totale | Totale | Totale |
| Stagione        | Squadra            | Comp            | Pres       | Reti       | Comp            | Pres            | Reti            | Comp               | Pres               | Reti               | Comp        | Pres        | Reti        | Pres   | Reti   |        |
| --------------- | ------------------ | --------------- | ---------- | ---------- | --------------- | --------------- | --------------- | ------------------ | ------------------ | ------------------ | ----------- | ----------- | ----------- | ------ | ------ | ------ |
| 2016            | Ferro Carril Oeste | PN              | 2          | 0          | CA              | 0               | 0               |                    | -                  | -                  |             | -           | -           | 2      | 0      |        |
| 2016-2017       | Ferro Carril Oeste | PN              | 34         | 1          | CA              | 1               | 0               |                    | -                  | -                  |             | -           | -           | 35     | 1      |        |
| 2017-2018       | Ferro Carril Oeste | PN              | 23         | 2          | CA              | 0               | 0               |                    | -                  | -                  |             | -           | -           | 23     | 2      |        |
| 2018-2019       | Ferro Carril Oeste | PN              | 19         | 3          | CA              | 0               | 0               |                    | -                  | -                  |             | -           | -           | 19     | 3      |        |
| 2019-2020       | Ferro Carril Oeste | PN              | 14         | 0          | CA              | 0               | 0               |                    | -                  | -                  |             | -           | -           | 14     | 0      |        |
| Totale carriera | Totale carriera    | Totale carriera | 92         | 6          |                 | 1               | 0               |                    | -                  | -                  |             | -           | -           | 93     | 6      |        |